# Заворушення в Жанаозені (2011)
Заворушення в місті Жанаозені (каз. Жаңаөзен оқиғасы) 16-17 грудня 2011 року стали кульмінацією багатомісячних протестів нафтовиків у Мангистауській області. Під час заворушень, що відбулися на день незалежності Казахстану, поліція вбила щонайменше 14 людей.

## Передісторія протесту
Протести нафтовиків у Мангистауській області почалися в 2008 році. Через ріст середнього рівня зарплат виросли ціни, але в значної частини населення, не пов'язаної з нафтовою галуззю, доходи не змінилися.
Починаючи з 2010 року на нафтовому підприємстві "Каражанбасмунай" тривав трудовий конфлікт, під час якого досить велика група робітників почала вимагати покращення умов праці та підвищення заробітніх плат. В січні 2011 було створено трудовий арбітраж, у якому робітники опинилися в меншості, замість паритетного співвідношення з роботодавцем, як це було передбачено спочатку. Робітничі активісти зазнавали атак і погроз.
17 травня почалися страйки біля родовища Каражанбас у районі Актау (понад 700 робітників), а з 26 травня до них приєдналися працівники виробничого філії «Озенмунайгаз» у районі Жанаозена (бл. 1500 робітників).
В серпні в Жанаозені знайшли вбитим профспілкового активіста Жаксилика Турбаєва, а 24 серпня виявили тіло зниклої напередодні дочки голови профспілкового комітету робітників компанії «Озенмунайгаз» Кудайбергена Карабалаєва. За словами представників поліції Мангистауської області, жодного зв'язку між вбивствами та страйком не було. 
Крім того від початку страйків було звільнено кілька сотень його учасників. Поза тим уряд Казахстану протягом 7 місяців не реагував на вимоги страйкарів.

## Заворушення
16 грудня поліція спробувала відтіснити протестувальників з площі Незалежності в Жанаозені, готуючи її до заходів з нагоди Дня незалежності. У відповідь почалися сутички з поліцією. Активісти стверджували, що силовики відкрили вогонь по неозброєних демонстрантах. Влада стверджувала, що в ряди протестувальників проникли "бандити", які першими розпочали заворушення. За офіційними даними, було вбито 11 людей, натомість опозиція заявляла про десятки загиблих. За словами Генерального прокурора Асхата Даулбаєва, під час заворушень було підпалено будинок місцевої влади, готель та офіс державної нафтокомпанії. За офіційними даними, було поранено 86 людей, багатьох через брак ліжок у лікарні відвозили в Актау за 150 км.

## Реакція
Президент Нурсултан Назарбаєв запровадив 20-денний надзвичайний стан та комендантську годину, а також обмеження на в'їзд та виїзд з міста. За версією влади, конфлікт почався з вини злочинців, вандалів та хуліганів. Жанаозен було відключено від струму, поки туди не прибули патрульні гелікоптери. До міста прибули також військові і бронетехніка. В місті відключили мобільний зв'язок та інтернет. Назарбаєв звинуватив партію "Алга!" та незалежні від уряду медіа в ескалації напруги та підбурюванні до протесту. 
23 січня 2012 було затримано Владіміра Козлова — казахського опозиціонера, що підтримував протестувальників. Того ж року його засудили до 7 років і 6 місяців тюрми. В травні та червні 2012 страйкарів було засуджено до кількох років ув'язнення. Також було покарано поліцейських низького рангу, які брали участь у придуешенні протесту. Частина поліцейських визнала факт застосування сили, але уникнула покарання.
В 2012 керівник нафтопереробного заводу Тимур Кулибаєв (зять Назарбаєва) втратив посаду за те, що вчасно не порозумівся з робітниками.
Через 10 років у січні 2022 в Жанаозені почалися масштабні протести, що швидко перекинулися на всю країну.